# King Crimson-diszkográfia
Az alábbi diszkográfia a King Crimson kiadványait tartalmazza.

## Stúdióalbumok
| Év   | Album információ                                                                         | Listás helyezések | Listás helyezések | Listás helyezések | Listás helyezések |
| Év   | Album információ                                                                         | UK                | CAN               | GER               | US                |
| ---- | ---------------------------------------------------------------------------------------- | ----------------- | ----------------- | ----------------- | ----------------- |
| 1969 | In the Court of the Crimson King - Megjelenés: 1969. október 10. - Kiadó: Island Records | 5                 | 27                | —                 | 28                |
| 1970 | In the Wake of Poseidon - Megjelenés: 1970. május 15. - Kiadó: Island Records            | 4                 | 28                | —                 | 31                |
| 1970 | Lizard - Megjelenés: 1970. december - Kiadó: Island Records                              | 26                | 60                | —                 | 113               |
| 1971 | Islands - Megjelenés: 1971. december - Kiadó: Island Records                             | 30                | 52                | 35                | 76                |
| 1973 | Larks’ Tongues in Aspic - Megjelenés: 1973. március 23. - Kiadó: Island Records          | 20                | 56                | —                 | 61                |
| 1974 | Starless and Bible Black - Megjelenés: 1974. március 29. - Kiadó: Island Records         | 28                | 75                | —                 | 66                |
| 1974 | Red - Megjelenés: 1974. november - Kiadó: Island Records                                 | —                 | 66                | —                 | —                 |
| 1981 | Discipline - Megjelenés: 1981. szeptember - Kiadó: Warner Bros. Records                  | 41                | 18                | —                 | 45                |
| 1982 | Beat - Megjelenés: 1982. június 18. - Kiadó: Warner Bros. Records                        | 39                | 47                | —                 | 52                |
| 1984 | Three of a Perfect Pair - Megjelenés: 1984. március 27. - Kiadó: Warner Bros. Records    | 30                | 43                | 58                | 58                |
| 1995 | Thrak - Megjelenés: 1995. április 25. - Kiadó: Virgin Records                            | —                 | 83                | —                 | —                 |
| 2000 | The ConstruKction of Light - Megjelenés: 2000. május 23. - Kiadó: Virgin Records         | 129               | —                 | 67                | —                 |
| 2003 | The Power to Believe - Megjelenés: 2003. március 4. - Kiadó: Sanctuary Records           | 162               | —                 | 65                | 150               |

## Koncertalbumok
| Év   | Album információ |
| ---- | --- |
| 1972 | Earthbound - Megjelenés: 1972. június - Felvétel: 1972. február 11.-március 10. - Kiadó: Island, Polydor, E.G., Virgin                          |
| 1975 | USA - Megjelenés: 1975. április - Felvétel: 1974. június - Kiadó: Island, Atlantic, Polydor, E.G., Virgin                                       |
| 1992 | The Great Deceiver - Megjelenés: 1992. október 30. - Felvétel: 1973-1974 - Kiadó: E.G., Virgin - Formátum: 4CD box set                          |
| 1995 | B'Boom: Live in Argentina - Megjelenés: 1995. augusztus 22. - Felvétel: 1994 - Kiadó: Discipline Global Mobile (DGM) - Formátum: 2CD set        |
| 1996 | Thrakattak - Megjelenés: 1996 - Felvétel: 1995 - Kiadó: DGM                                                                                     |
| 1997 | Epitaph - Megjelenés: 1997 - Felvétel: 1969 - Kiadó: DGM - Formátum: 4CD box set                                                                |
| 1997 | The Night Watch - Megjelenés: 1997 - Felvétel: 1973. november 23. - Kiadó: DGM - Formátum: 2CD set                                              |
| 1998 | Absent Lovers: Live in Montreal - Megjelenés: 1998. június 23. - Felvétel: 1984. július 11. - Kiadó: DGM - Formátum: 2CD set                    |
| 1998 | Live at the Marquee - Megjelenés: 1998. október - Felvétel: 1969 - Kiadó: DGM                                                                   |
| 1998 | Live at Jacksonville - Megjelenés: 1998. december - Felvétel: 1972. február 26. - Kiadó: DGM                                                    |
| 1999 | The Beat Club, Bremen - Megjelenés: 1999. február - Felvétel: 1972. október 17. - Kiadó: DGM                                                    |
| 1999 | Live at Cap D'Agde - Megjelenés: 1999. április - Felvétel: 1982. augusztus 26–27. - Kiadó: DGM                                                  |
| 1999 | Cirkus: The Young Persons' Guide to King Crimson Live - Megjelenés: 1999. május 25. - Felvétel: 1969-1998 - Kiadó: Vorgin - Formátum: 2CD set   |
| 1999 | King Crimson on Broadway - Megjelenés: 1999. június - Felvétel: 1995. november 20–25. - Kiadó: DGM                                              |
| 1999 | Live in San Francisco - Megjelenés: August 1999 - Felvétel: 1995. november 1. - Kiadó: DGM - Megjegyzés: ProjeKct Four album                    |
| 1999 | Live in Mexico City - Megjelenés: 1999 - Felvétel: 2–4 August 1996 - Kiadó: DGM                                                                 |
| 1999 | The ProjeKcts - Megjelenés: 1999. október 26. - Felvétel: 1997-1999 - Kiadó: DGM - Megjegyzés: 4CD box set by ProjeKct One, Two, Three and Four |
| 1999 | The Deception of the Thrush: A Beginners' Guide to ProjeKcts - Megjelenés: 1999 - Felvétel: 1997-1999 - Kiadó: DGM                              |
| 2000 | The Beginners' Guide to the King Crimson Collectors' Club - Megjelenés: 2000 - Felvétel: 1969-1998 - Kiadó: DGM                                 |
| 2000 | Live in Central Park, NYC - Megjelenés: 2000. április - Felvétel: 1974. július 1. - Kiadó: DGM                                                  |
| 2000 | Heavy ConstruKction - Megjelenés: 2000 - Felvétel: 2000. május-július - Kiadó: DGM - Formátum: 3CD set                                          |
| 2001 | Vrooom Vrooom - Megjelenés: 2001. november 13. - Felvétel: 1995. június 30. - 1996. augusztus 4. - Kiadó: DGM - Formátum: 2CD set               |
| 2002 | Ladies of the Road - Megjelenés: 2002. november 12. - Felvétel: 1971-1972 - Kiadó: DGM - Formátum: 2CD set                                      |
| 2003 | EleKtrik: Live in Japan - Megjelenés: 2003 - Felvétel: 2003. április 16., Kouseinenkin Kaikan, Tokió, Japán - Kiadó: DGM                        |
| 2003 | The Power To Believe Tour Box - Megjelenés: 2003. február 28. - Felvétel: 2003 - Kiadó: DGM - Formátum: DVD-tokba csomagolva                    |

## Válogatások
Többségében stúdiófelvételek, esetenként kiegészítve koncertfelvételekkel.
| Év   | Album információ |
| ---- | --- |
| 1976 | A Young Person's Guide to King Crimson - Megjelenés: 1976 - Felvétel: 1969-1974 - Kiadó: Island, Atlantic, Polydor, E.G., Virgin, DGM - Formátum: 2LP set |
| 1986 | The Compact King Crimson - Megjelenés: 1986 - Felvétel: 1969-1986 - Kiadó: E.G.                                                                           |
| 1991 | Heartbeat: The Abbreviated King Crimson - Megjelenés: 1991 - Felvétel: 1969-1984 - Kiadó: Caroline                                                        |
| 1991 | Frame by Frame: The Essential King Crimson - Megjelenés: 1991 - Felvétel: 1969-1984 - Kiadó: Caroline - Formátum: 4CD set                                 |
| 1993 | Sleepless: The Concise King Crimson - Megjelenés: 1993 - Felvétel: 1969-1983 - Kiadó: Caroline                                                            |
| 2004 | The 21st Century Guide to King Crimson - Volume One - 1969–1974 - Megjelenés: 2004 - Felvétel: 1969-1975 - Kiadó: DGM - Formátum: 4CD box set             |
| 2005 | The 21st Century Guide to King Crimson - Vol. 2 - 1981–2003 - Megjelenés: 2005 - Felvétel: 1981-2003 - Kiadó: DGM - Formátum: 4CD box set                 |
| 2006 | The Condensed 21st Century Guide to King Crimson - Megjelenés: 2006 - Felvétel: 1969-2003 - Kiadó: DGM - Formátum: 2CD set                                |

## EP-k
| Év   | EP információ                                                                             |
| ---- | ----------------------------------------------------------------------------------------- |
| 1994 | Vrooom - Kiadó: DGM                                                                       |
| 2001 | Level Five - Kiadó: DGM - Megjegyzés: az USA-ban és Mexikóban rögzített koncertfelvételek |
| 2002 | Happy with What You Have to Be Happy With - Kiadó: Sanctuary                              |

## Kislemezek
| Év   | Dal                                     | Album                            |
| ---- | --------------------------------------- | -------------------------------- |
| 1969 | "The Court of the Crimson King"         | In the Court of the Crimson King |
| 1970 | "Cat Food"                              | In the Wake of Poseidon          |
| 1973 | "Atlantic Sampler"                      |                                  |
| 1974 | "The Night Watch"                       | Starless and Bible Black         |
| 1976 | "Epitaph" / "21st Century Schizoid Man" | A Young persons Guide            |
| 1981 | "Matte Kudasai"                         | Discipline                       |
| 1981 | "Elephant Talk"                         | Discipline                       |
| 1981 | "Thela Hun Ginjeet"                     | Discipline                       |
| 1982 | "Heartbeat"                             | Beat                             |
| 1984 | "Three of a Perfect Pair"               | Three of a Perfect Pair          |
| 1984 | "Sleepless"                             | Three of a Perfect Pair          |
| 1995 | "Dinosaur"                              | THRAK                            |
| 1995 | "People"                                | THRAK                            |
| 1995 | "Sex Sleep Eat Drink Dream"             | THRAK                            |

## Videók
| Év   | Video információ                                                            |
| ---- | --------------------------------------------------------------------------- |
| 1982 | The Noise: Frejus - Formátum: VHS - Felvétel: 1982                          |
| 1984 | Three of a Perfect Pair: Live in Japan - Formátum: VHS, LD - Felvétel: 1984 |
| 1996 | Live in Japan - Formátum: VHS - Felvétel: 1995                              |
| 1999 | Déjà Vrooom - Formátum: DVD - Felvétel: 1995                                |
| 2003 | Eyes Wide Open - Formátum: DVD - Felvétel: 2000 és 2003                     |
| 2004 | Neal and Jack and Me - Formátum: DVD - Felvétel: 1982 és 1984               |